# Al Hoxie
Al Hoxie foi um ator de cinema estadunidense da era do cinema mudo. Irmão mais novo do então famoso ator de Westerns Jack Hoxie, seguiu os passos do irmão e atuou em 44 filmes entre 1920 e 1934.

## Biografia
Quando a mãe de Jack Hoxie, a meio índia da tribo Nez Perce (algumas fontes reportam que ela era Cherokee)  Matilda E. Quick Hoxie fixcou viúva do veterinário Bart 'Doc' Hoxie, ela e o filho Jack mudaram-se para Northern Idaho, onde, onde ela se casou com um rancheiro e domador de cavalos chamado Calvin Scott Stone. Al Stone foi filho desse segundo casamento de Matilda, e cresceu nas florestas e montanhas de Idaho. Quando seu meio irmão mais velho Jack começou a fazer sucesso no cinema, Al seguiu seus passos e se mudou para Los Angeles.
Al começou sua carreira dublando seu irmão e outros atores em vários filmes do início da década de 1920, e posteriormente começou a pegar pequenos papeis, crescendo com o tempo. Anchor Films, um estúdio dos Poverty Row, percebeu seu potencial como cowboy usando o sobrenome do irmão famoso, passando a ser creditado como Al Hoxie. Ele assinou um contrato para ter o papel principal em uma série de filmes Westerns, o que levou a um novo contrato com o produtor Bud Barsky.
Seu primeiro filme foi o seriado Ruth of the Rockies, em 1920, em que atuava como extra, não-creditado. Seu primeiro papel principal foi em Buried Gold, em 1926, seguindo-se vários outros filmes tais como Unseen Enemies (1926) e The Road Agent (1926). Seu último filme foi o curta-metragem Pals of the West, em 1934.
Em 1925, o pai de Al, Scott Stone, foi condenado pelo seqüestro e assassinato em Los Angeles das irmãs May e Nina Martin e condenado à morte, sentença essa que foi comutada para prisão perpétua sem condicional, depois do promotor de Keyes dizer ao governador que seu escritório tinha cometido erros no caso; ambos, Jack e Al Hoxie, recusaram-se a ajudar na sua defesa.
Os filmes de Al Hoxie não fizeram muito sucesso e, com o advento do som, ele deixou o cinema. Voltou à sua terra natal por alguns anos, e posteriormente retornou a Los Angeles, desta vez para trabalhar como condutor de bondesda Red Line. Por alguns anos foi guarda florestal, em seguida, entrou para a polícia, primeiro o Departamento de Polícia de Anaheim, Califórnia, e depois para o Patton State Hospital. Nessa época, Hoxie recuperou alguma atenção do público por desarmar um homem enlouquecido com reféns, tendo sido agraciado por Ronald Reagan, em 1968, com a mais alta condecoração da Califórnia por bravura, a California Medal of Honor. Ele se aposentou depois disso e passou seus últimos anos em Redlands, Califórnia, onde ele morreu em 1982, dezessete anos após a morte de seu irmão mais famoso.

## Filmografia parcial
- Ruth of the Rockies (1920, não-creditado)
- Thunderbolt Jack (1920)
- The Queen of Sheba (1921, não-creditado)
- The Hunchback of Notre Dame (1923)
- Days of'49 (1924)
- The Back Trail (1924)
- The Ace of Spades (1925)
- Buried Gold (1926)
- Unseen Enemies (1926)
- The Lost Trail (1926)
- Pals of the West (1934)